# كلاي هوبر
كلاي هوبر (بالإنجليزية: Clay Hopper)‏ هو لاعب كرة قاعدة أمريكي، ولد في 3 أكتوبر 1902 في Porterville, Mississippi ‏ في الولايات المتحدة، وتوفي في 17 أبريل 1976 في غرينوود في الولايات المتحدة.

## وصلات خارجية
- كلاي هوبر على موقعبيزبول رفرنس.كوم (الدوري الثانوي) (الإنجليزية)